# Provincia de Nor Chichas
La provincia de Nor Chichas es una provincia de Bolivia, en el sudeste del departamento de Potosí. Tiene una superficie de 8979 km² y una población de 42 447 (según el censo INE 2012). Su capital es Santiago de Cotagaita.
La provincia se creó luego de la división de la antigua provincia de Chichas, por ley de 25 de junio de 1863, durante el gobierno de José María de Achá, y determinando además la capitalía de Santiago de Cotagaita.

## Ubicación
La provincia de Nor Chichas es una de las dieciséis provincias en que se encuentra dividido el departamento de Potosí, esta provincia se ubica entre los paralelos 20°1′ y 21°8′ S y los meridianos 65°13′ y 60°17′ O. Por el norte limita con la provincia de Linares, por el oeste con la provincia de Quijarro, al sur colinda con la provincia de Sud Chichas y al este con las provincias de Nor Cinti y Sud Cinti en el departamento de Chuquisaca. Esta provincia se extiende sobre 120 kilómetros de oeste a este y 140 km de norte a sur.

## Fisiografía
El relieve de Nor Chichas es muy fragoso, con gran cantidad de valles que se extienden entre los elevados cordones andinos de la Cordillera Real (al oeste) y la Cordillera Oriental cuyas cumbres superan frecuentemente los 5.000 metros; los valles se extienden y descienden mayormente de oeste a este formando un intrincado abanico por el cual discurren los ríos Tulusma, Blanco, Caití, río Cotagaita entre otros, todos estos cursos fluviales tienen como desaguadero al río Pilaya por el cual son afluentes de la gran Cuenca del Plata.

## Demografía
De acuerdo con el censo boliviano de 2024, la población de la provincia de Nor Chichas es de 39 172 habitantes.
La población de la provincia se ha mantenido prácticamente sin cambios durante las últimas tres décadas, salvo ligeras fluctuaciones:
| Año  | Habitantes | Fuente |
| ---- | ---------- | ------ |
| 1992 | 38 250     | Censo  |
| 2001 | 35 323     | Censo  |
| 2012 | 42 248     | Censo  |
| 2024 | 39 172     | Censo  |

Históricamente, el territorio estuvo habitado principalmente por la etnia de los chichas, pero fue anexado al Tahuantinsuyu a fines del siglo XV y hubo una fuerte transculturación.  Parte de los chichas fue desperdigada por diversos territorios del imperio incaico.
Actualmente (2007) el idioma más común es el quechua (99,5% de la población), mientras que el español ocupa el segundo lugar (69% de la población) – así se sobreentiende que gran parte de los norchicheños es bilingüe.  Según los censos provisionales del 2006, la provincia de Nor Chichas contaba con 32.946 habitantes, lo cual indica un descenso demográfico de casi el 19% respecto al censo de 1992, tan importante merma se explica por la emigración a Santa Cruz o a la República Argentina.
En Nor Chichas el 92% de la población carece de servicios eléctricos esenciales, el 87% carece de servicios sanitarios (agua dulce potable corriente y cloacas).
El 73% de la población está dedicada a una agricultura de subsistencia en pequeñas huertas donde se cultiva papa, maíz, quinoa, poroto, zapallo, ajo o a una pastoricia de caprinos, auquénidos y ovinos. El 4,5% labora en la minería, un 4% se dedica a una industria artesanal mientras que el 18,5% se cuenta en el sector servicios ( que suele encubrir desocupación y subocupación ).
En el aspecto religioso un 79% de los norchicheños adscribe al catolicismo y un 17% a alguna variante del protestantismo que se ha instalado en la región en tiempos recientes, de todos modos el cristianismo se encuentra aquí fuertemente sincretizado con prácticas cultuales prehispánicas.
El 55% de la población es femenina, la densidad demográfica de toda la provincia era de solo 4,3 habitantes/km² en el 2001 y en el 2006 se reduciría a unos 4 habitantes/km².

## Municipios
La provincia de Nor Chichas está compuesta de 2 municipios, los cuales son:
- Santiago de Cotagaita
- Vitichi